# Me Too, Flower!
Me Too, Flower! (hangul: 나도 꽃; rr: Na-do, Kkot!) é uma série de televisão sul-coreana estrelada por Lee Ji-ah e Yoon Shi-yoon, com os papéis de apoio por Han Go-eun, Seo Hyo-rim, Jo Min-ki e Lee Gi-kwang. Composta por 15 episódios, foi ao ar na MBC entre 9 de novembro e 28 de dezembro de 2011 as quartas e quintas feiras às 21:55.

## História
A série conta a relação entre uma policial e um milionário que trabalha como manobrista.

## Elenco
- Lee Ji-ah como Cha Bong-sun[7][8][9][10][11]
- Yoon Shi-yoon como Seo Jae-hee
- Han Go-eun como Park Hwa-young
- Seo Hyo-rim como Kim Dal
- Jo Min-ki como Park Tae-hwa
- Lee Gi-kwang como Jo Ma-roo e Pink Chicken
- Lee Byung-joon como Líder Kim
- Im Ha-ryong como Bae Sang-eok
- Jung Man-sik como Kim Do-kyun
- Baek Seung-hee como Lee Young-hee
- Kim Ji-sook como Kim Do-mi
- Gi Ju-bong como policial
- Kim Ik como sargento Kang
- Kim Jong-pil como sargento Ko
- Hong Hyun-taek como Han Ah-in
- Son Il-kwon como Manager Lee
- Jung Soo-young como mulher bêbada
- Ma Dong-seok como detetive
- Park Ki-woong como ex-namorado de Bong-sun
- Heo Ga-yoon como estudante